# Melanie Walz

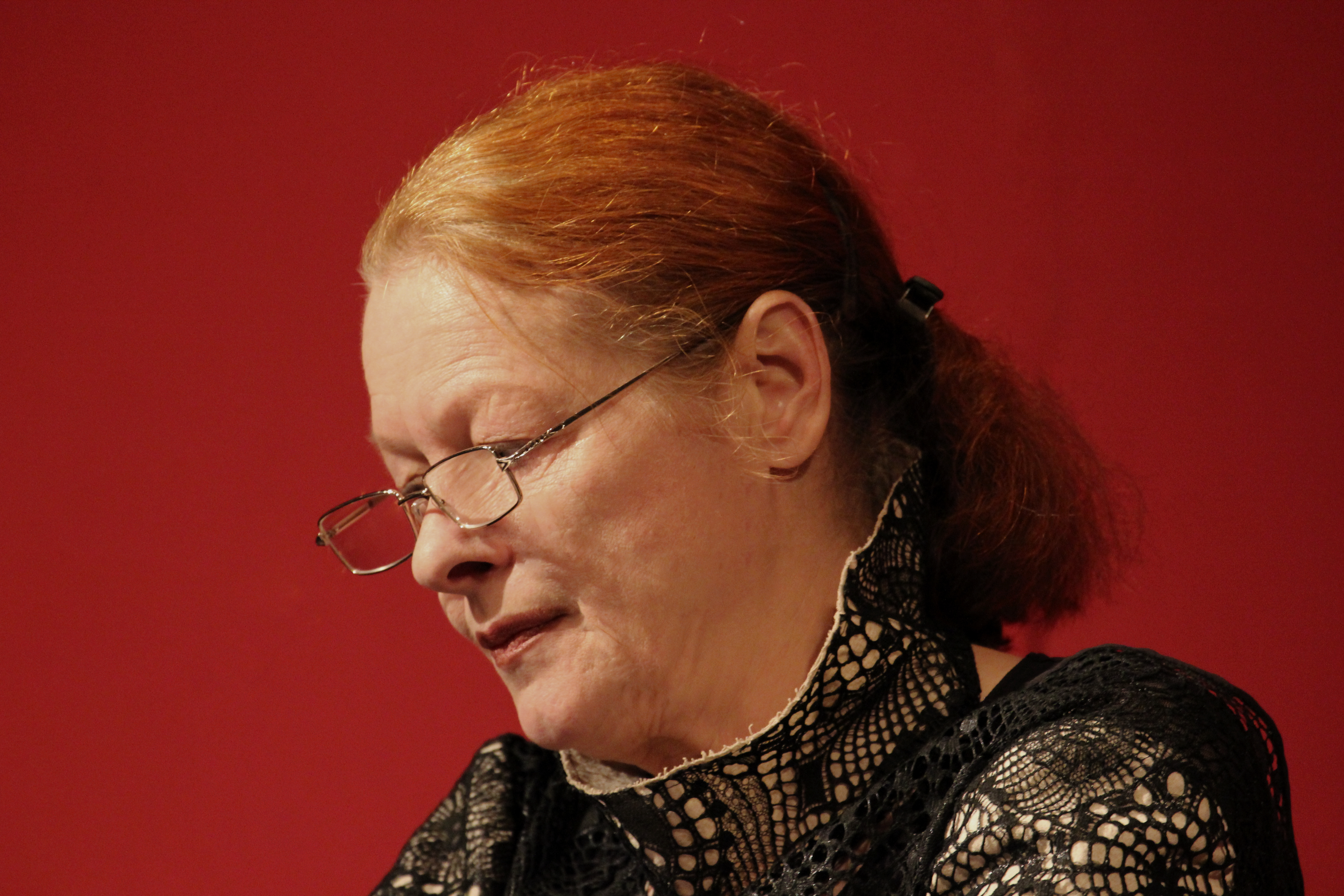
Melanie Walz, 2015 im Literaturhaus München

Melanie Walz (* 1953 in Essen) ist eine deutsche literarische Übersetzerin.

## Leben
Melanie Walz studierte Pädagogik, Psychologie und Soziologie an der Universität München. Von 1979 bis 1984 war sie Mitarbeiterin der Zeitschrift Filmkritik. Zuvor war sie bereits bei einigen Filmen aus dem Kreis der Redakteure der Zeitschrift als Kameraassistentin tätig.
Von 1988 bis 1999 war Melanie Walz als Verlagslektorin für den Münchner Paul List Verlag tätig. Seit den 1980er-Jahren übersetzt sie Belletristik aus dem Englischen und Französischen ins Deutsche. 
Melanie Walz erhielt 1999 das Zuger Übersetzer-Stipendium für ihre Übersetzung von John Cowper Powys Roman Der Strand von Weymouth, 2001 den Heinrich Maria Ledig-Rowohlt-Preis, diesen insbesondere für ihre Übersetzungen von Werken der Schriftstellerin A. S. Byatt sowie 2005 ein Literaturstipendium der Landeshauptstadt München für ihre Übersetzung nachgelassener Texte von Marcel Proust. 2015 wurde sie mit dem Übersetzerpreis der Landeshauptstadt München ausgezeichnet. Für ihre Übersetzung des Romans Middlemarch von George Eliot  war Walz 2020 für den Preis der Leipziger Buchmesse nominiert.

## Herausgeberschaft
- Lachen à la carte, München [u. a.] 1983
- Jules Michelet: Bilder aus der Französischen Revolution, München 1989

## Übersetzungen
- Peter Ackroyd: Das Tagebuch des Oscar Wilde. München 1999
- Jane Austen: Die drei Schwestern und andere Jugendwerke. Frankfurt 2000
- Honoré de Balzac: Verlorene Illusionen, Roman. Hanser, München 2014 ISBN 978-3-446-24614-0
- Charles Baudelaire: Wein und Haschisch. Essays. Nachw. Tilman Krause. Manesse, Zürich 2017
- Algernon Blackwood: Die Weiden. Eine Kanufahrt auf der Donau, Frankfurt am Main 2007 (übers. zusammen mit Friedrich Polakovics)
- Keith Branigan: Hellas, München 1982
- Lily Brett: Alles halb so schlimm!, Wien 2002
- Lily Brett: Chuzpe, Frankfurt am Main 2006
- Lily Brett: New York, Wien 2000
- Lily Brett: Ein unmögliches Angebot, Wien 2004 (übers. zusammen mit Brigitte Heinrich)
- Lily Brett: Von Mexiko nach Polen. Wien 2003
- Lily Brett: Zu viele Männer, Wien 2001
- Charlotte Brontë: Jane Eyre. Insel Verlag, 2016[6]
- Anita Brookner: Tugend und Laster, München 1988
- David Brooks: Das Haus von Balthus, München 1999
- Antonia S. Byatt: Besessen, Frankfurt am Main 1993
- Antonia S. Byatt: Erzählungen um Matisse, Frankfurt am Main 1996
- Antonia S. Byatt: Das Geheimnis des Biographen, Frankfurt am Main 2001
- Antonia S. Byatt: Geisterbeschwörung, Frankfurt am Main 1995
- Antonia S. Byatt: Geschichten von Erde und Luft, Frankfurt am Main 2003
- Antonia S. Byatt: Geschichten von Feuer und Eis, Frankfurt am Main 2002
- Antonia S. Byatt: Liebesgeschichten, Frankfurt am Main 2006
- Antonia S. Byatt: Morpho Eugenia, Frankfurt am Main 1994
- Antonia S. Byatt: Stern- und Geisterstunden, Frankfurt am Main 2005
- Antonia S. Byatt: Stilleben, Frankfurt am Main [u. a.] 2000 (übersetzt zusammen mit Susanne Röckel)
- Antonia S. Byatt: Der Turm zu Babel, Frankfurt am Main 2004 (übersetzt zusammen mit Brigitte Heinrich)
- Antonia S. Byatt: Der verliebte Dschinn, Frankfurt am Main 1995
- Antonia S. Byatt: Zucker, Frankfurt am Main 1995
- Eleanor Catton: Die Gestirne, München 2015
- David Chariandy: Der karibische Dämon, Frankfurt am Main 2009
- Thomas De Quincey: Der Palimpsest des menschlichen Gehirns, Reutlingen 2010
- Charles Dickens: David Copperfield, Rowohlt, Hamburg 2024 (übersetzt und herausgegeben). ISBN 978-3-498-00297-8
- Charles Dickens: Master Humphreys Wanduhr und andere Erzählungen, München 1982 (übersetzt zusammen mit Harald Raykowsky)
- Charles Dickens: (auch als Herausgeberin) Große Erwartungen, Hanser, München 2011 ISBN 978-3-446-23760-5.
- Alexandre Dumas: Der Graf von Sainte-Hermine, München 2009
- George Eliot: Middlemarch, Rowohlt, Hamburg 2019, ISBN 978-3-498-04537-1
- Anne Fadiman: Alles, was das Leben ausmacht, München 2007
- Anne Fadiman: Ex libris, München 2005
- F. Scott Fitzgerald: Früher Erfolg: Essays über Geld und Liebe, Jugend und Karriere, Schreiben und Trinken. Diogenes, Zürich 2012 ISBN 978-3-257-06835-1
- Patricia Highsmith: Kleine Mordgeschichten für Tierfreunde. Kleine Geschichten für Weiberfeinde. Zürich 2004
- Patricia Highsmith: Nixen auf dem Golfplatz. Zürich 2005 (übers. zus. mit Matthias Jendis)
- Patricia Highsmith: Ripley Under Ground. Zürich 2002
- Patricia Highsmith: Salz und sein Preis. Zürich 2005
- Patricia Highsmith: Die stille Mitte der Welt. Zürich 2002
- Patricia Highsmith: Der Stümper. Zürich 2005
- Patricia Highsmith: Der talentierte Mr. Ripley, Zürich 2002
- Patricia Highsmith: Zwei Fremde im Zug, Zürich 2002
- John Lanchester: Die Lust und ihr Preis, Wien 1996
- Marcel-Proust-Enzyklopädie, Hamburg 2009 (übers. zus. mit Luzius Keller)
- Lawrence Norfolk: In Gestalt eines Ebers, München 2001
- Michael Ondaatje: Anils Geist, München 2000
- Michael Ondaatje: Divisadero, München 2007
- Cynthia Ozick: Die Kannibalengalaxis, München 1985
- Cynthia Ozick: Der Messias von Stockholm, München 1990
- Cynthia Ozick: Puttermesser und ihr Golem, München 1987
- Gilles Paris: Autobiografie einer Pflaume, München 2004
- Barbara Paul: Im engsten Familienkreis, München 1992
- Barbara Paul: Mordsalär, München 1989
- Barbara Paul: Wer im Glashaus sitzt ..., München 1992
- John Cowper Powys: Der Strand von Weymouth, München 1999
- Reynolds Price: Kate Vaiden, Frankfurt am Main 1991
- Annie Proulx: Hier hat's mir schon immer gefallen, München 2009
- Annie Proulx: Hinterland, München 2009
- Annie Proulx: Mitten in Amerika, München 2003
- Marcel Proust: Nachgelassenes und Wiedergefundenes, Frankfurt am Main 2007
- Waverley Lewis Root: Das Mundbuch. Frankfurt am Main 1994
- Salman Rushdie: Das Lächeln des Jaguars, München 1987
- Charles Simic: Army, Neumarkt in der Oberpfalz 2010
- Charles Simic: Das Geheimnis des Glücks, Neumarkt 2007
- Wole Soyinka: Der Mann ist tot, Zürich 1979 (übers. zus. mit Ulrich Enzensberger)
- Robert Louis Stevenson: Der Master von Ballantrae, Hamburg
- Stephen Vizinczey: Die zehn Gebote eines Schriftstellers. München 2004 (übers. zus. mit Bernhard Robben)
- Virginia Woolf: Orlando. Insel-Verl., Berlin 2012